# 小山大輝
小山 大輝（こやま たいき、1994年10月31日 - ）は、ジャパンラグビーリーグワン埼玉パナソニックワイルドナイツに所属するラグビー選手。

## プロフィール
- 北海道芦別市出身。
- ポジションはスクラムハーフ(SH)。
- 身長 171 cm、体重 71 kg
- U19日本代表に選ばれたことがある[1]。
- 日本代表キャップは6。（2024年9月21日現在）
- 7人制日本代表に選ばれたことがある[2]。

## 略歴
高校から本格的にラグビーを始めた。
2013年、芦別高校卒業後、大東文化大学に入る。なお芦別高校時代、高校日本代表に選ばれたことがある。
2017年、パナソニック ワイルドナイツ(現・埼玉パナソニックワイルドナイツ)に加入。同年9月9日に行われたジャパンラグビートップリーグ第3節のコカ・コーラレッドスパークス戦にて途中出場で公式戦初出場を果たす。
2024年7月21日に行われたリポビタンDチャレンジカップ2024イタリア
戦にて先発出場で日本代表初キャップ獲得。

## 受賞歴

### ジャパンラグビーリーグワン
- 2023-24リーグワンベスト15